# リトアニア＝ポーランド国境
リトアニア=ポーランド国境は、1990年3月11日に制定されたリトアニア国家再建法によりリトアニアの独立が再確立されて以来存在している国境。国境の長さはおおよそ96キロメートル（60マイル）である。リトアニア、ポーランド、飛び地ロシアの三国国境から、南東のベラルーシ、リトアニア、ポーランドの三国国境まで伸びており、欧州連合とシェンゲン圏の内部国境でもある。
この国境は、EUおよびNATOの加盟国であるバルト三国が、ロシア・ベラルーシが加盟する独立国家共同体（CIS）以外の国との間で共有する唯一の国境となる。

## 歴史

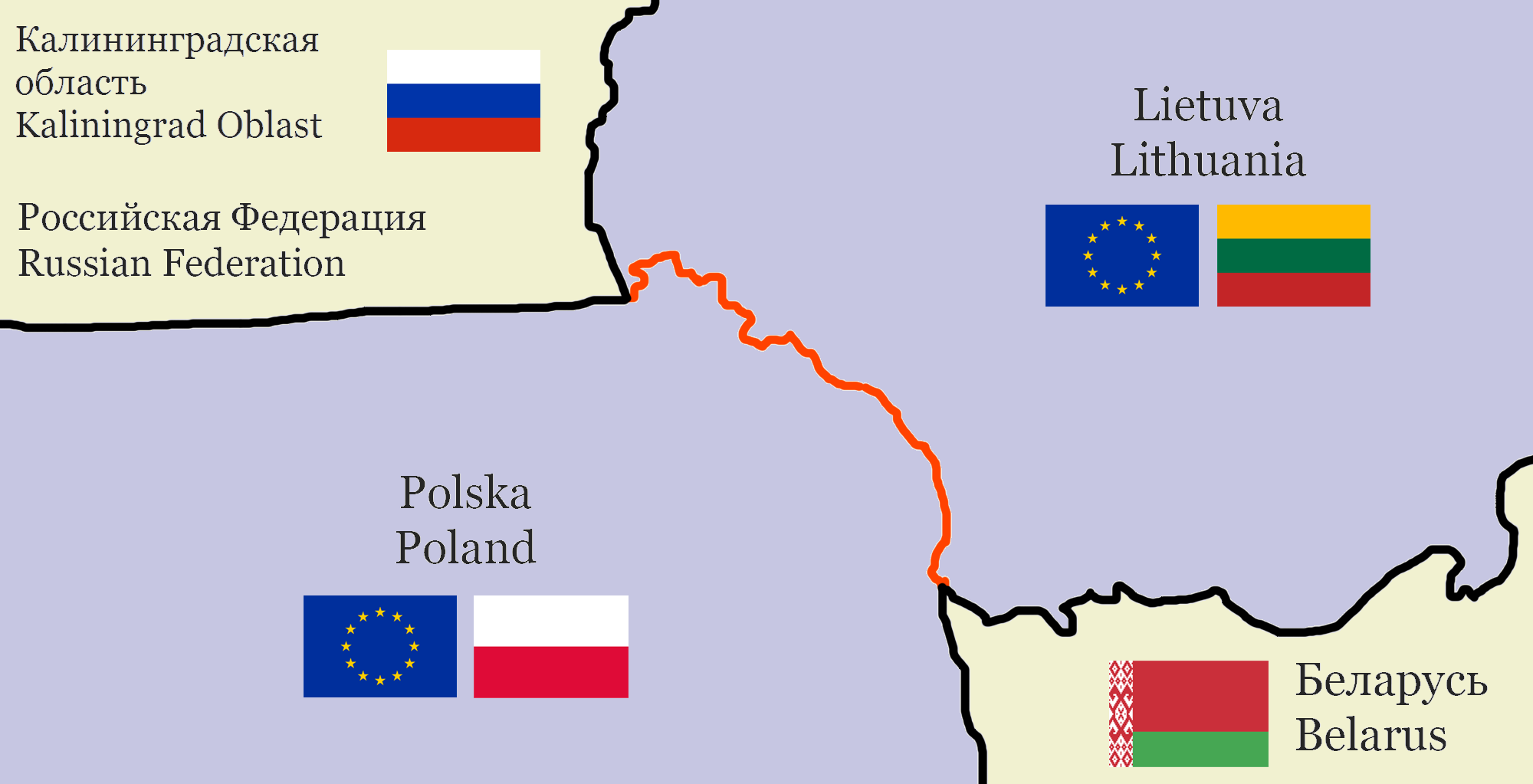
4か国の位置関係を示した図。左上はロシアの飛び地となるカリーニングラード州、右にリトアニア、右下にCIS圏のベラルーシが並び、欧州連合国である左のポーランドと右のリトアニアが赤線の国境で結ばれている

現在のリトアニアとポーランドの国境は、 1990年3月11日にリトアニアの独立が再確立されて以来存在しており、この国境は、第二次世界大戦後の影響で確立されている。それ以前はポーランドとソビエト連邦のリトアニア・ソビエト社会主義共和国の間に国境が設定されている。1918年から1939年の間はポーランド第二共和国とリトアニアの間に異なる国境が存在していた。ポーランドとリトアニアによる国境紛争の後、1922年以降の国境線は安定しており、長さは521kmであった。ポーランド分割中時代には、ポーランド議会とロシア帝国のリトアニアの土地（現コヴノ県とヴィリナ県）の間に国境が設定されていた。1569年のルブリン合同時代には両国はポーランド・リトアニア共和国となるため、ポーランドとリトアニア間に国境は設定されていない。中世には、ポーランド王国とリトアニア大公国はさらに別の国境を共有していた。
1996年3月5日、ポーランド、リトアニア両国は共通の国境に関する条約に署名し、その地位と境界を確認し、技術協力について合意した。
ポーランドとリトアニアは2007年にシェンゲン協定加盟国に加わったことで、2007年12月に全ての入国審査が廃止された。

## 軍事的意義

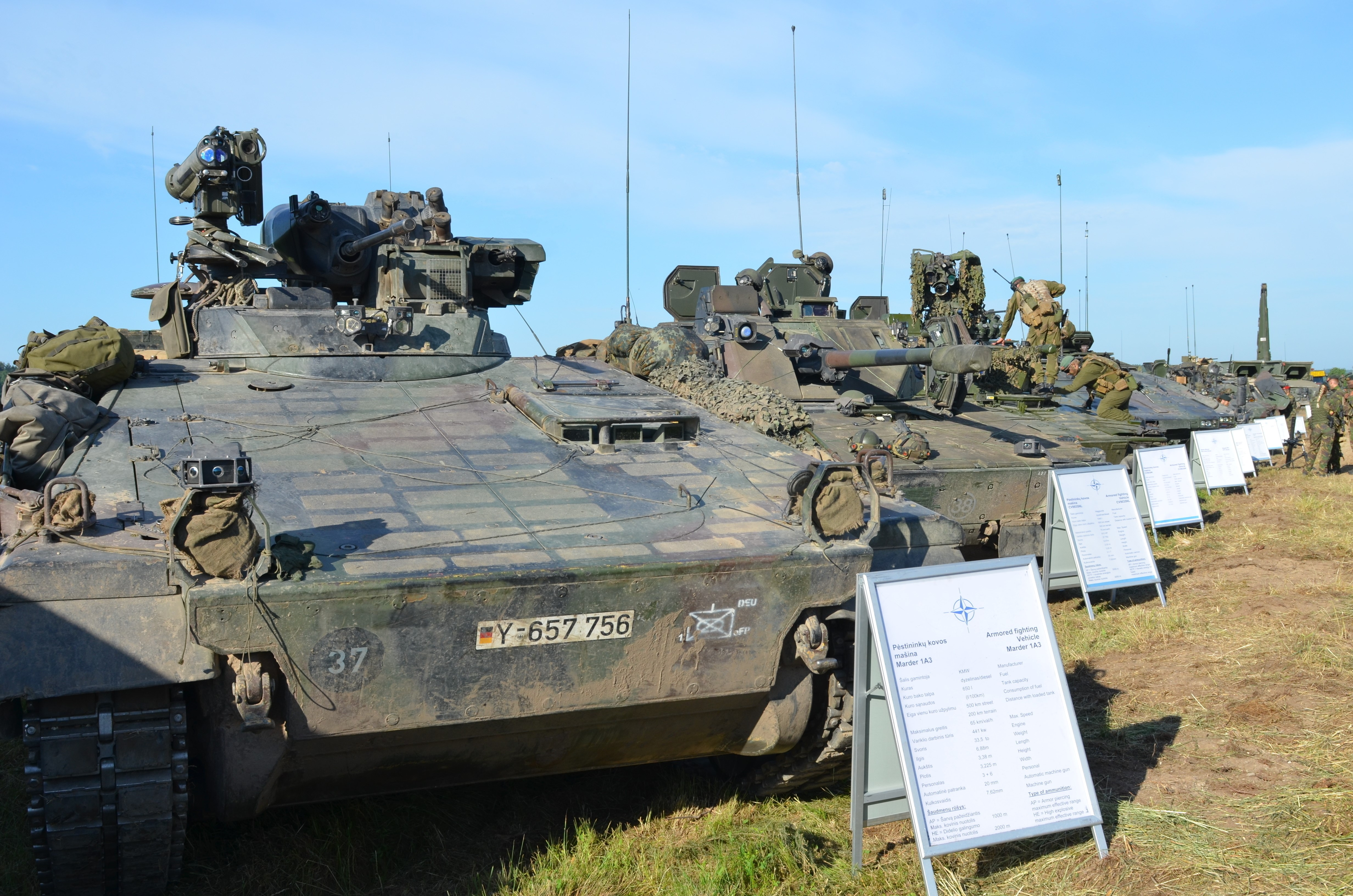
2017年、スヴァウキ・ギャップで演習を行うNATO軍

NATOの軍事計画立案者によって、国境地域は近隣の街スヴァウキにちなんで名付けられた「スヴァウキ・ギャップ」や「スヴァウキ回廊」として知られる。これは、ベラルーシとロシア・カリーニングラード州の間にあたり、平坦な土地で面積が狭いことから防衛が難しく、兵站上重要となる補給路や回廊地帯を示す「ギャップ」と呼ばれており、NATO加盟国であるポーランドとバルト三国を結ぶ軍事上の要衝となる。2016年7月、ロシアによるクリミアの併合とドンバス戦争の開始から2年後、NATOの加盟国は、2016年に行われたNATOワルシャワ首脳会合上でバルト三国に対する抑止力を高めるNATOエンハンスドフォワードプレゼンス（EFP）に合意したことで4個大隊が配置された。2017年に行われたのNATOの演習では、ロシアによる攻撃の可能性からのギャップの防御に初めて焦点を当てた演習を行っており、同年ロシアとベラルーシでは対抗する軍事演習「Zapad 2017」が行われている。
カリーニングラード州に駐屯するロシア軍はバルチック艦隊の母港となるバルチースク港があるため旧ソ連時代より重要視されており、カリーニングラード周辺に2017年時点で22万5千もの兵力が置かれている。ソビエト連邦の崩壊以降、長年に渡りこの地域はNATO加盟国との間で対立を引き起こす要因となっており、2007年に開催されたNATO国防理事会上で、アメリカ主導による東欧ミサイル防衛構想の拡大案が討議されているが、この計画案に対しロシアは強い反発を表明しており、2008年11月にメドヴェージェフ大統領が大統領就任後初となる年次教書演説において、このミサイル防衛システムに対抗するためカリーニングラード州に核弾頭が搭載可能なイスカンデル・ミサイルを配備することを宣言し、2016年、実際にイスカンデル・ミサイルが配備された。なお、このミサイル配備に対しリトアニアのダリア・グリバウスカイテ大統領は「軍事力を誇示する攻撃的な行為であり、バルト3国のみならず、ヨーロッパ各国に対する侵略行為である」とロシア側を非難している。2019年には圧力を高めるNATO軍に対抗するため、最新鋭地対空ミサイルとなるS-400がカリーニングラードとベラルーシに配備されたことでNATOとの間で軋轢が生じている。
これらの事情から有事が発生した場合、バルト三国は軍事力が脆弱であること、NATO加盟国を分断でき兵力を削ぐことに繋がるため真っ先に狙われるであろうと予測されており「NATOのアキレス腱」とも呼ばれている。元アメリカ陸軍大将であるウェズリー・クラークと元ドイツ陸軍大将であるエゴン・ラムスによって共同執筆されたランド研究所の調査によれば、この地域はNATOの中で最も脆弱であるとし、ロシアによる回廊の分断が行われた場合、バルト海経由で到着するには36時間から60時間程度掛かるとされ、この間に3国の首都は制圧されているであろうと分析している。

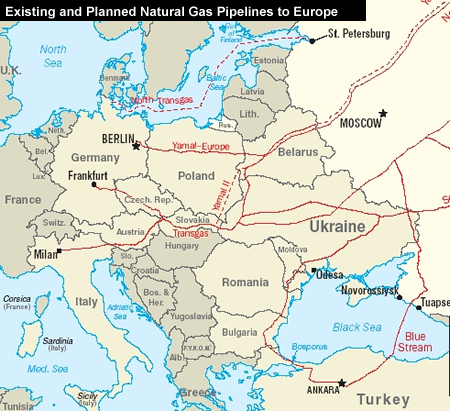
ロシアから欧州へ伸びる天然ガスパイプライン

2021年にはシリア内戦で発生した難民を欧州各国で受け入れる移民問題で、ベラルーシが受け入れた大量のシリア難民をポーランドに強制的に送り出したことでポーランド国内では非常事態宣言が発令されており、これを受けEUはEUの安全保障を脅かす「ハイブリッド攻撃」だとして、EUはベラルーシに対し制裁を加えることを検討したことに対し、アレクサンドル・ルカシェンコ大統領はEUへのガス供給を止めることを示唆したことで一時的に軍事的緊張が高まっている。なお、ポーランドはこの経緯からベラルーシとの国境線上186㎞に渡り、高さ5.5メートルの壁の建設を開始しているが、ポーランドとベラルーシに跨る世界遺産である「ビャウォヴィエジャの森」の一部も含んでいるため、人権団体や自然保護団体からは反対の声があがっている。
2022年ロシアのウクライナ侵攻では西側諸国がウクライナに対し武器供与を開始しているが、補給路となるポーランド上空やウクライナ西側空域はCIS陣営の最新鋭地対空ミサイルの射程範囲内に収まるため、意図せず撃墜されることで戦闘に巻き込まれる可能性が指摘され脅威となっている。

## 以前の国境検問所

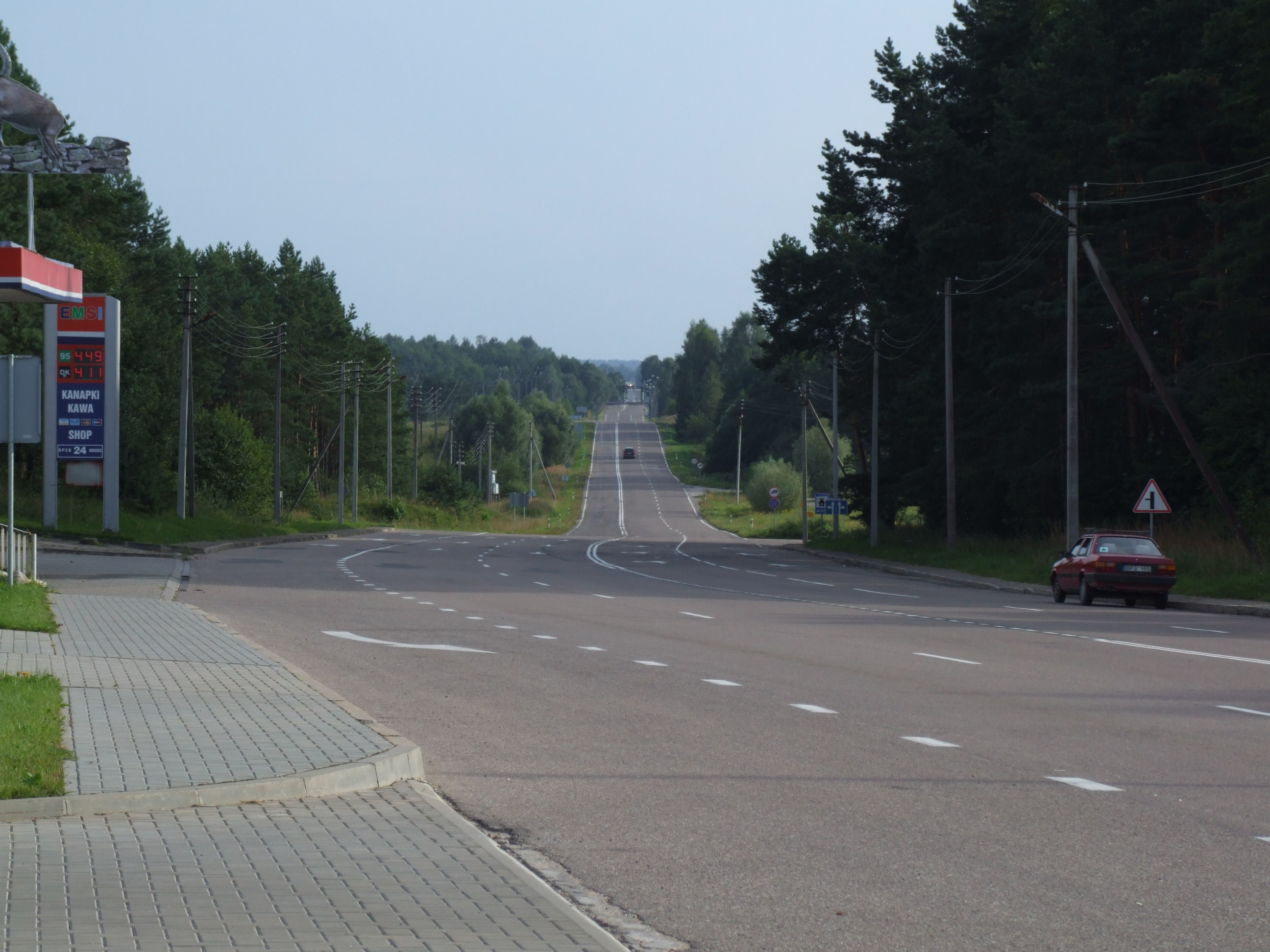
ポーランドのオグロドニキとリトアニアのラズディジャイを横断する国道（旧国境）

1991年から2007年の期間、ポーランドとリトアニアの間には3本の道路と1本の線路上に国境検問所が存在していた。なお、この線路はポーランドからバルト三国を経由しフィンランドへ伸びるレール・バルティカが所有する長距離鉄道線の一部となる。また、この道路の内2本は片側一車線と片側2車線の高速道路となり、バルト三国と接続しているため、この2本の高速道路と長距離鉄道線はポーランドとバルト三国を結ぶ重要なライフラインとして機能している。
2004年5月1日にポーランドとリトアニア両国が欧州連合に加盟したため、この国境は欧州連合の内部国境として指定されている。
2007年12月21日、ポーランドとリトアニアはシェンゲン協定に加盟したため、EU圏の内部国境はすべての通行に対し開放されており、管理の必要が無くなったため、国境を越えることが容易となっている。ただし、EU圏で取引が禁じられている物品などの密輸に対する税関や警察の取り締まりが行われているが、影響を受けるのは全通行量の1パーセント程度である。